# Manuel Guerrero Mora
Manuel Guerrero Mora (San Juan de Pasto, 24 de diciembre de 1947)  es un pintor y artista audiovisual colombiano.

## Biografía
Inició su formación artística en la Escuela de Artes de la Universidad de Nariño. Posteriormente, viajó a la capital del país para desarrollar y ampliar su trabajo artístico. 
En Bogotá trabajó como decorador de vitrinas del almacén Sears, como diseñador y publicista, y como instructor de dibujo y diseño publicitario para el Servicio Nacional de Aprendizaje -SENA-. Posteriormente viajó a Medellín en el año de 1968. 
En 1969 realizó su primera exposición individual en la Galería Turantioquia, en Medellín. Durante un periodo de cinco años en Medellín se dedicó simultáneamente a la enseñanza y a la pintura, trabajando como docente de la Academia Superior de Artes de Medellín. Luego se trasladó a Cali, donde trabajó para la compañía multinacional Eagle Pencil.
Hacia finales de los años setenta regresó a Pasto para instalarse definitivamente con su esposa, Gertrudis Quijano, y trabajar de tiempo completo en su obra. Desde 1996 viaja periódicamente a Europa para exponer particularmente en Francia y Holanda .
Desde 1989 ha incursionado en el videoarte y es realizador de documentales culturales premiados.

## Exposiciones individuales
- 2009 Cámara de Comercio, Pasto, Colombia. Sala de exposiciones de la Misión permanente de Colombia ante la OMC, Ginebra, Suiza.
- 2008 Escuela de Música, Universidad de Nariño, Pasto, Colombia.
- 2007 Centro de Arte Contemporáneo, Abadía de Trizay, Trizay, Francia. Sala de exposiciones de la Sociedad Colombiana de Arquitectos, Bogotá, Colombia. Sala de exposiciones CARSON, Chicago, EUA.
- 2006 Galería Etienne de Causans, París, Francia
- 2005 Club Campestre, Cali, Colombia. Hotel Intercontinental, Cali, Colombia
- 2004 Fundación Santillana para Iberoamérica, Bogotá, Colombia Museo El Castillo, Medellín, Colombia.
- 2003 Galería Andreé Macé, París, Francia. Asociación Acanthe, Montargis, Francia
- 2002 Banco de la República, Pasto, Colombia. Hotel Intercontinental, Cali, Colombia. Hotel Torre de Cali, Cali, Colombia.
- 2001 Cumbre de Gobernadores de la Región Sur colombiana,  Cámara de Comercio, Pasto, Colombia Club Colombia, Cali, Colombia
- 2000 Galerías Rattan, Bogotá, Medellín y Cali, Colombia
- 1999 Club Campestre Farallones, Cali, Colombia
- 1998 Banco de la República, Pasto, Colombia
- 1997 Cámara de Comercio, Cali, Colombia Banco del Estado, Popayán, Colombia
- 1996 Galería Arver Space, París, Francia Galería Wind, Soest, Holanda
- 1995 Hotel Morasurco, Pasto, Colombia
- 1986 Museo de Arte Moderno, Cuenca, Ecuador
- 1985 Alianza Francesa-Ecuatoriana, Quito, Ecuador Cámara de Comercio, Medellín, Colombia
- 1984 Galería El Parque, Medellín, Colombia
- 1981 Sociedad Colombiana de Ingenieros, Bogotá, Colombia
- 1979 Casa de la Cultura, Pasto, Colombia
- 1977 Casa de la Cultura, Pasto, Colombia
- 1976 Hotel Morasurco, Pasto, Colombia
- 1974 Galería de Arte Manizales, Manizales, Colombia
- 1973 Galería El Parque, Medellín, Colombia
- 1972 Galería El Parque, Medellín, Colombia
- 1971 Banco de la República, Cúcuta, Colombia First National City Bank, Barranquilla, Colombia
- 1969 Turantioquia, Medellín, Colombia